# Stewart Evans
Stewart John Evans (Rotherham, 15 novembre 1960) è un allenatore di calcio ed ex calciatore inglese, di ruolo attaccante o difensore.

## Carriera

### Giocatore
Dopo aver giocato nelle giovanili del Rotherham Utd, club della sua città natale, trascorre la stagione 1978-1979 in prima squadra, senza però in realtà riuscire ad esordirvi; dopo una stagione con i semiprofessionisti del Gainsborough Trinity, nell'estate del 1980 si trasferisce allo Sheffield Utd: qui, pur restando in squadra fino al marzo del 1982 (la prima stagione in terza divisione e la seconda in quarta divisione), non gioca nessuna partita ufficiale, venendo poi ceduto al Wimbledon FC, in terza divisione. Qui, all'età di 22 anni, riesce finalmente ad esordire tra i professionisti: la stagione finisce però male per i Dons, che retrocedono in quarta divisione. Tra il 1982 ed il 1986 il club vive in compenso uno dei periodi più esaltanti della sua storia, nel quale Evans vive un ruolo da protagonista, giocando stabilmente da titolare e segnando in totale 50 reti (in 175 presenze) in partite di campionato: dopo la vittoria della Fourth Division 1982-1983, infatti, il club conquista una seconda promozione consecutiva e così nella stagione 1984-1985 si ritrova per la prima volta nella sua storia a giocare in seconda divisione, campionato in cui conquista un dodicesimo posto in classifica. Nella stagione 1985-1986, invece, i Dons, quattro anni dopo essere retrocessi in quarta divisione e soli nove anni dopo la loro prima elezione nella Football League, vengono promossi in prima divisione.
Evans, però, non riesce ad esordire in questa categoria: dopo quattro stagioni e mezzo nel club, viene infatti ceduto per 60000 sterline al West Bromwich, club appena retrocesso in seconda divisione; la sua permanenza in squadra è limitata: dopo una sola rete in 14 presenze, infatti, già nel corso della stagione 1986-1987 viene ceduto per 50000 sterline al Plymouth, altro club di seconda divisione, dove rimane fino al novembre del 1988, totalizzando ulteriori 45 presenze e 10 reti in questa categoria. Viene quindi ceduto per 40000 sterline al Rotherham United, cui fa così ritorno nove anni dopo il suo primo addio al club: la sua seconda esperienza con i Millers è decisamente più positiva della precedente, visto che oltre a giocare con regolarità conclude la stagione 1988-1989 con la vittoria del campionato di quarta divisione, trascorrendo poi il biennio seguente in terza divisione. Nel marzo del 1991, dopo 14 reti in 65 presenze, viene ceduto in prestito al Torquay Utd, club con cui segnando 5 reti in 15 presenze conquista una nuova promozione (la sua terza in carriera) dalla quarta alla terza divisione. Nell'estate del 1991 passa poi al Crewe Alexandra, in quarta divisione: qui, oltre a segnare 12 reti in 85 partite di campionato (tutte in quarta divisione), nella stagione 1993-1994, la sua ultima in carriera tra i professionisti, conquista una quarta promozione in terza divisione, terminando il campionato 1993-1994 in seconda posizione.
Pur non giocando più a livello professionistico, continua comunque a giocare nelle serie minori per altre otto stagioni, fino al 2002, quando all'età di 42 anni si ritira definitivamente.
In carriera ha totalizzato complessivamente 397 presenze e 92 reti nei campionati della Football League.

### Allenatore
Dal 2002 al 2004 è rimasto al Parkgate, come allenatore, dimettendosi dall'incarico nel corso della stagione 2004-2005.

## Palmarès

### Giocatore

#### Competizioni nazionali
- Campionato inglese di quarta divisione: 2

Wimbledon FC: 1982-1983
Rotherham United: 1988-1989

#### Competizioni regionali
- Northern Counties East League: 1

Denaby United: 1996-1997